# Adelpha lycorias
Adelpha lycorias, o irmã de bandana rosa, é uma espécie de borboleta da família Nymphalidae.

## Descrição
Adelpha lycorias tem uma envergadura atingindo cerca de 50 milímetros (2.050 millimetres (2,0 in)polegadas).A parte superior das asas geralmente é marrom-escura, com o ápice preto das asas anteriores. As asas anteriores são cruzadas por uma faixa larga de rosa ou carmesim, irregular em sua margem externa, começando no meio da costa e terminando na margem externa. As partes inferiores são cor de chocolate, enquanto a nervura, as linhas entre elas e a linha submarginal são pretas. A faixa das asas anteriores é quase branca, levemente tingida de carmesim.

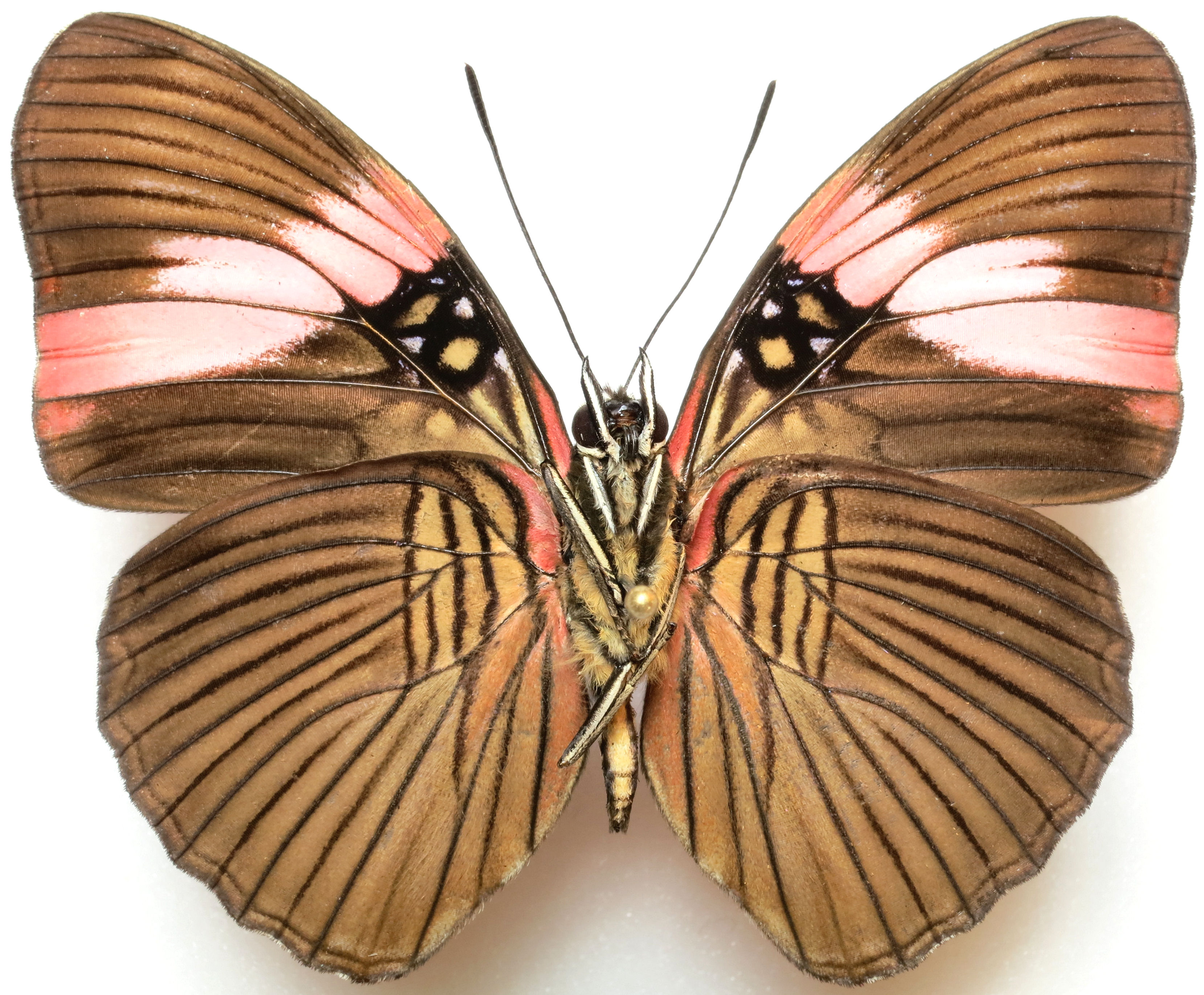
A. l. lara de Tingo María, Huánuco, do Peru (vista ventral)

As larvas alimentam-se de espécies como:Trema micrantha na Urera, Myriocarpa e Cecropia.

## Distribuição
Esta espécie pode ser encontrada no México, Brasil, Venezuela, Peru, Bolívia, Colômbia, Equador e Guatemala, normalmente entre 500 e 1800 metros.

## Subespecies
- A. l. lycorias (Brasil)
- A. l. lara (Hewitson, 1850) (Venezuela, Peru, Bolívia, Colômbia, Equador)
- A. l. wallisii (Dewitz, 1877) (Colômbia)
- A. l. melanthe (Bates, 1864) (México, Guatemala, Venezuela,
- A. l. melanippe Godman & Salvin, 1884 (Colômbia)